# Bitswapping
Bitswapping bezeichnet eine Methode, mit der die Daten eines gestörten Übertragungskanals auf andere Kanäle umgeleitet werden können. Dies ermöglicht den Ausgleich der Störung, sofern die Störung nicht dauerhaft ist.

## ADSL
Bei ADSL-Verbindungen kann es bei anhaltenden Störungen zu einem Synchronisationsverlust (einem Verlust der Verbindung) kommen.

## ADSL2
Bei ADSL2-Verbindungen wird im Falle einer anhaltenden Störung die Bandbreite des Anschlusses soweit reduziert, dass eine störungsfreie Datenübertragung möglich ist, indem die Daten, die durch den beschädigten Kanal laufen sollen, auf die anderen Kanäle umgeleitet werden, ohne dass diese überlastet werden.